# Francesca Milani
Francesca Milani (Roma, 25 settembre 1993) è una judoka italiana, vincitrice di una medaglia di bronzo  nel 2018 nella categoria dei 48 kg femminile ai Giochi del Mediterraneo 2018. Ha anche gareggiato ai Campionati mondiali di judo nel 2017, 2018 e 2021. Nel 2021 ha preso parte alle Olimpiadi di Tokyo 2020, venendo però eliminata al primo turno.
Nel 2020 è stata eliminata nel suo primo incontro ai Campionati europei di judo 2020 tenutasi a Praga. Nel 2021, ha vinto la medaglia d'argento al Judo Grand Slam 2021 tenutosi a Tbilisi e la medaglia d'oro al Judo Grand Slam svoltosi a Antalya 2021. Nel giugno 2021 ha gareggiato nei Campionati mondiali di judo 2021 che si sono tenuti a Budapest.